# Lista das páginas mais seguidas no Facebook

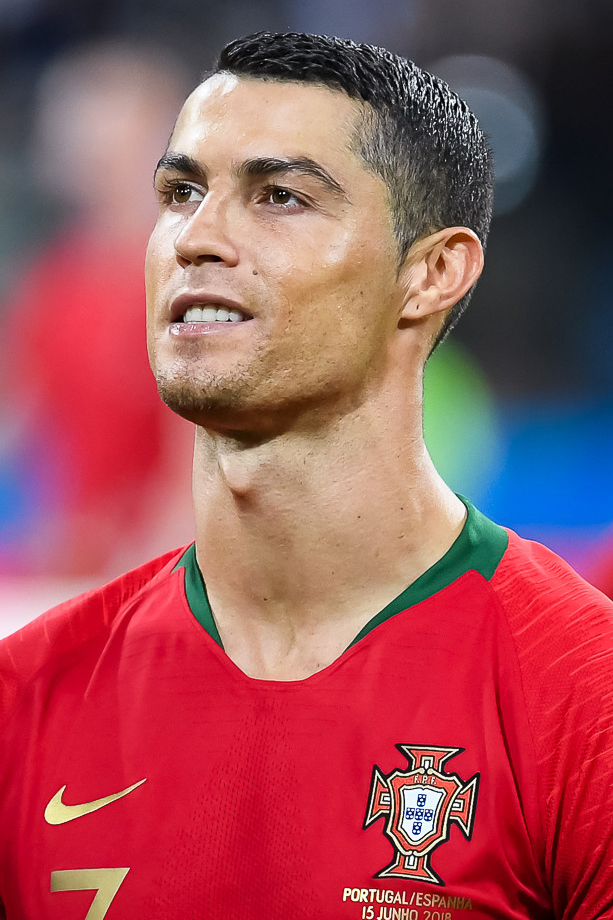
Cristiano Ronaldo é atualmente a pessoa mais seguida no Facebook, com mais de 168 milhões de seguidores.

Esta lista contém as 50 principais contas com mais seguidores na rede social Facebook. Em março de 2021, a página mais seguida é a do aplicativo do Facebook, com mais de 211 milhões de seguidores. A segunda página mais seguida é a da Samsung, com mais de 161 milhões. A pessoa mais seguida é o futebolista português Cristiano Ronaldo, com mais de 148 milhões de seguidores desde março de 2021.
O número de "curtidas" no Facebook é considerado como uma medida de interesse e / ou popularidade em uma determinada marca, produto ou personalidade, apesar de também haver relatos da "importância exagerada" de curtidas. Graças ao papel da mídia social como uma forma influente de moldar reputações, existem empresas especializadas em vender "curtidas" de perfis falsas. Isso tem causado problemas para as empresas que anunciam no Facebook, por receberem uma abundância de curtidas (sem credibilidade), que distorcem as métricas reais do usuário. O acordo de Termos de Serviço do Facebook afirma que os usuários podem ter apenas uma única página pessoal, e há uma "guerra" contínua contra perfis falsos. Uma estimativa de maio de 2015 estimou o número de perfis falsos em 170 milhões, e um estudo da Symantec em setembro de 2011 descobriu que 15% de 3,5 milhões de postagens de vídeo foram feitas por meio de curtidas falsas.

## Páginas mais seguidas
A tabela a seguir lista as 50 páginas mais seguidas no Facebook desde 7 de março de 2021, com cada número arredondado para baixo para cada milhão de seguidores mais próximo, bem como a descrição, o número de curtidas e o país de origem de cada página.
| Posição | Nome da página         | Seguidores (milhões) | Curtidas(milhões) | Descrição                                    | Country        |
| ------- | ---------------------- | -------------------- | ----------------- | -------------------------------------------- | -------------- |
| 1       | Facebook App           | 182                  | 182               | Plataforma de mídia social                   | Estados Unidos |
| 2       | Samsung                | 161                  | 161               | Produtos e serviços                          | Coreia do Sul  |
| 3       | Cristiano Ronaldo      | 168                  | 168               | Futebolista                                  | Portugal       |
| 4       | CGTN                   | 121                  | 115               | Mídia estatal                                | China          |
| 5       | Real Madrid C.F.       | 121                  | 111               | Clube de futebol                             | Espanha        |
| 6       | Shakira                | 124                  | 100               | Cantora                                      | Colômbia       |
| 7       | Tasty                  | 105                  | 99                | Mídia virtual                                | Estados Unidos |
| 8       | Coca-Cola              | 108                  | 105               | Produtos e serviços                          | Estados Unidos |
| 9       | Mr. Bean               | 140                  | 87                | Personagem fictício                          | Reino Unido    |
| 10      | Will Smith             | 116                  | 78                | Ator e rapper                                | Estados Unidos |
| 11      | China Daily            | 110                  | 103               | Mídia estatal                                | China          |
| 12      | Vin Diesel             | 106                  | 97                | Ator                                         | Estados Unidos |
| 13      | FC Barcelona           | 113                  | 103               | Clube de futebol                             | Espanha        |
| 14      | Lionel Messi           | 116                  | 92                | Futebolista                                  | Argentina      |
| 15      | 5-Minute Crafts        | 126                  | 66                | Mídia virtual                                | Chipre         |
| 16      | YouTube                | 107                  | 87                | Produtos e serviços                          | Estados Unidos |
| 17      | Rihanna                | 105                  | 80                | Cantora                                      | Barbados       |
| 18      | Eminem                 | 95                   | 87                | Cantor                                       | Estados Unidos |
| 19      | Xinhua News Agency     | 96                   | 88                | Mídia estatal                                | China          |
| 20      | Justin Bieber          | 91                   | 77                | Cantor                                       | Canadá         |
| 21      | People's Daily         | 85                   | 86                | Mídia estatal                                | China          |
| 22      | Selena Gomez           | 90                   | 62                | Cantora e atriz                              | Estados Unidos |
| 23      | McDonald's             | 82                   | 80                | Produtos e serviços                          | Estados Unidos |
| 24      | Taylor Swift           | 81                   | 72                | Cantora                                      | Estados Unidos |
| 25      | Netflix                | 93                   | 72                | Serviço de video sob demanda                 | Estados Unidos |
| 26      | Jerusalem Prayer Team  | 74                   | 75                | Comentarista do Oriente Médio                | Estados Unidos |
| 27      | La Liga                | 74                   | 71                | Liga de futebol de clubes da Espanha         | Espanha        |
| 28      | Manchester United      | 73                   | 73                | Clube de futebol                             | Reino Unido    |
| 29      | UEFA Champions League  | 73                   | 70                | Competição entre clubes de futebol da Europa | Europa         |
| 30      | Blossom                | 72                   | 56                | Mídia virtual                                | Estados Unidos |
| 31      | Jason Statham          | 72                   | 52                | Ator                                         | Reino Unido    |
| 32      | Neymar                 | 72                   | 61                | Futebolista                                  | Brasil         |
| 33      | Harry Potter           | 70                   | 71                | Série de filmes                              | Reino Unido    |
| 34      | Michael Jackson        | 70                   | 72                | Cantor e dançarino                           | Estados Unidos |
| 35      | Candy Crush Saga       | 69                   | 72                | Game                                         | Estados Unidos |
| 36      | Katy Perry             | 68                   | 66                | Cantora                                      | Estados Unidos |
| 37      | Bob Marley             | 66                   | 68                | Cantor                                       | Jamaica        |
| 38      | Jackie Chan            | 66                   | 62                | Ator                                         | China          |
| 39      | Adele                  | 64                   | 62                | Cantora                                      | Reino Unido    |
| 40      | National Geographic TV | 64                   | 64                | Canal de televisão                           | Estados Unidos |
| 41      | Instagram              | 63                   | 60                | Plataforma de mídia social                   | Estados Unidos |
| 42      | Criminal Case          | 62                   | 65                | Vídeo game                                   | Estados Unidos |
| 43      | Global Times           | 62                   | 61                | Jornal                                       | China          |
| 44      | Vonvon                 | 59                   | 59                | Plataforma de mídia social                   | Coreia do Sul  |
| 45      | Huawei Mobile          | 59                   | 59                | Produtos e serviços                          | China          |
| 46      | The Simpsons           | 59                   | 60                | Sitcom de animação                           | Estados Unidos |
| 47      | Dwayne Johnson         | 59                   | 58                | Ator e wrestler                              | Estados Unidos |
| 48      | Texas HoldEm Poker     | 58                   | 62                | Vídeo game                                   | Estados Unidos |
| 49      | The Fast Saga          | 58                   | 58                | Série de filmes                              | Estados Unidos |
| 50      | Beyoncé                | 57                   | 59                | Cantora                                      | Estados Unidos |